# Hiến quân Cộng hòa Ý
Hiến quân Cộng hòa Ý (đọc là /ˌkærəbɪnˈjɛəri/, phiên âm tiếng Việt: Cạc-bin, tiếng Anh US: /ˌkɑːr-/, tiếng Ý: [karabiˈnjɛːri]; tên chính thức Arma dei Carabinieri, "Lực lượng Hiến quân"; trước đây gọi là Corpo dei Carabinieri Reali, "Hiến binh Hoàng gia") là đội cảnh binh quốc gia của Cộng hoà Ý, chủ yếu thực hiện nhiệm vụ an ninh trong nước. Đây là một trong những cơ quan thực thi pháp luật chính của nước Ý, cùng với Lực lượng Cảnh sát Nhà nước (Polizia di Stato) và Lực lượng Cảnh sát Kinh tế (Guardia di Finanza).
Là nhánh thứ tư của Lực lượng Vũ trang Ý, Carabinieri nhận nhiệm vụ quân sự từ Bộ Quốc phòng và các nhiệm vụ liên quan đến bảo vệ an ninh trật tự xã hội (dịch vụ công an) từ Bộ Nội vụ. Khác với lực lượng Cảnh sát Nhà nước (Polizia di Stato), cảnh sát Carabinieri là một bộ phận của lực lượng quân đội, có trách nhiệm kiểm soát quân đội, và một số thành viên thường xuyên tham gia các nhiệm vụ quân sự ở nước ngoài.
Cảnh sát Carabinieri thường được gọi là "La Benemerita" (nghĩa là Danh tiếng hoặc Công trạng), vì lực lượng là một tổ chức thực thi pháp luật đáng tin cậy và có uy tín ở nước Ý. Tên gọi chính thức đầu tiên về việc sử dụng thuật ngữ này để chỉ Carabinieri bắt đầu từ ngày 24 tháng 6 năm 1864.

## Lịch sử

### Tên gọi
Cái tên "Carabinieri" bắt nguồn từ tiếng Pháp là carabine, một khẩu Súng cạc-bin người lính được trang bị và thường mang theo bên mình.

### Lịch sử ban đầu

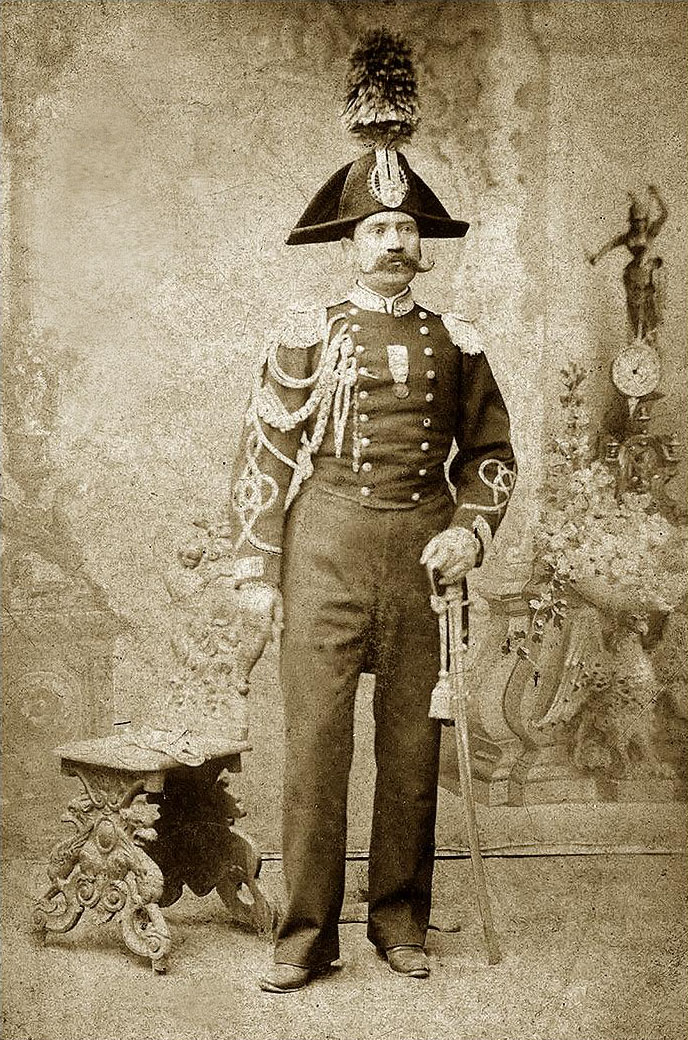
Hình ảnh một cựu chiến binh Carabiniere vào khoảng năm 1875. 'Huy chương Độc lập Ý' được đeo (Cuộc chiến tranh cho sự thống nhất của Ý).

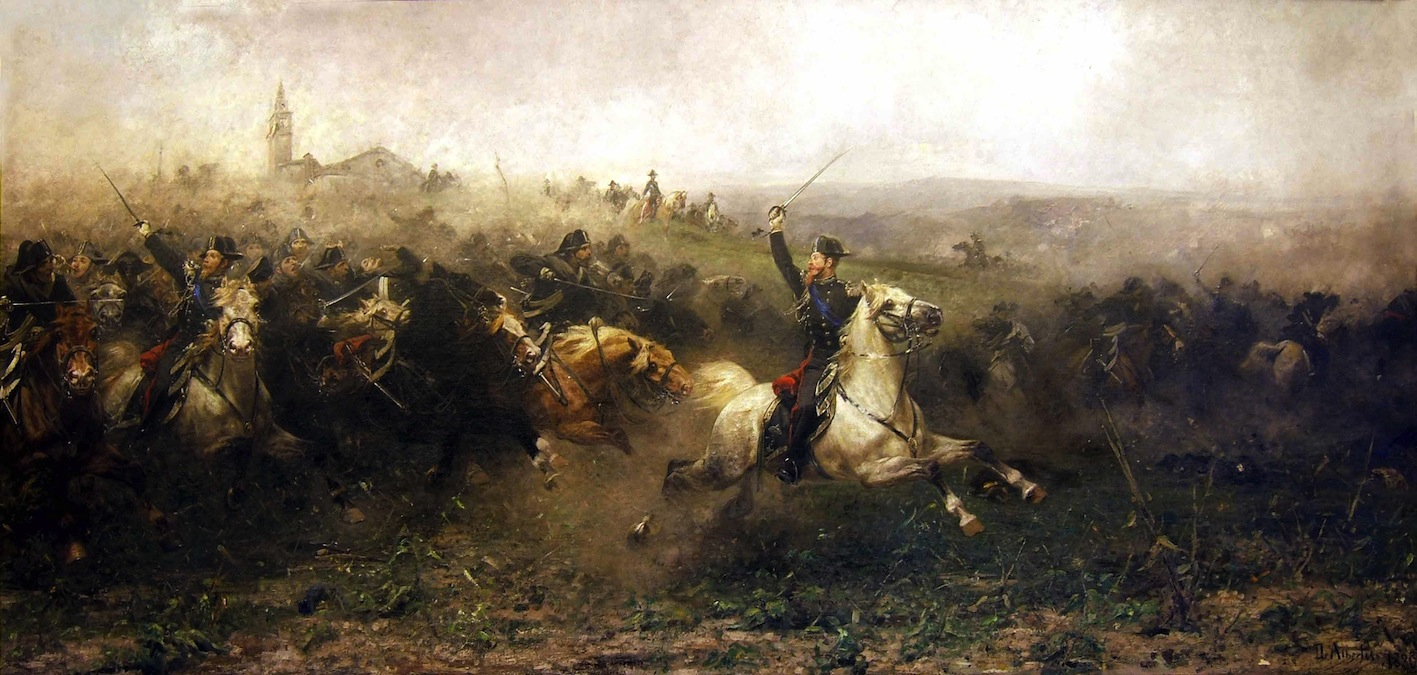
cuộc chiến tranh giành độc lập đầu tiên (ngày 30 tháng 4 năm 1848).

Lực lượng Carabinieri được lấy cảm hứng từ hiến binh nước Pháp, quân đoàn được tạo ra bởi vua Victor Emmanuel I của nước Ý bởi Nhà Savoy với mục đích hỗ trợ cho Vương quốc Sardinia một quân đoàn cảnh sát. Trước đây, các nhiệm vụ của cảnh sát được quản lý bởi Quân đoàn Dragoni di Sardegna, được tạo ra vào năm 1726 và bao gồm các tình nguyện viên. Sau khi những người lính Pháp đã chiếm đóng thành Torino vào cuối thế kỷ 18 và sau đó từ bỏ đến Vương quốc Piemonte, Quân đoàn Hoàng gia Carabinieri đã được thành lập theo Bằng sáng chế Hoàng gia ngày 13 tháng 7 năm 1814.
Lực lượng mới được chia thành các bộ phận trên quy mô của một bộ phận cho mỗi tỉnh. Các bộ phận được chia thành các công ty và chia thành các trung úy, chỉ huy và điều phối các đồn cảnh sát địa phương và được phân phối trên toàn lãnh thổ quốc gia tiếp xúc trực tiếp với dân chúng.
Năm 1868, Corazzieri (bộ phận gắn kết) được thành lập, ban đầu là một lực lượng hộ tống danh dự cho lãnh đạo, và kể từ năm 1946 cho Tổng thống Cộng hoà. Kể từ khi Thống nhất nước Ý, số lượng sư đoàn tăng lên, vào ngày 24 tháng 1 năm 1861, Carabinieri được chỉ định là "Lực lượng đầu tiên" của tổ chức quân sự mới cho quốc gia.
Vào tháng 5 năm 1915, quân đội Ý đã diễu hành bao vây Nam Tyrol, lãnh thổ của các đồng minh cũ của họ là Đế quốc Áo-Hung, trong chiến dịch Fronte italiano. Những người bảo vệ đã có đủ thời gian để chuẩn bị các công sự kiên cố ở đó. Vai trò của Carabinieri là đóng vai trò là Đội quân rào chắn, thiết lập các trụ súng máy để kiểm soát hậu phương của các trung đoàn tấn công và ngăn chặn đào ngũ.

### Những năm 1920-1940
Thời kỳ nước Ý nằm trong chế độ Đảng phát xít của Benito Mussolini (1922-1943), Carabinieri là một trong những lực lượng cảnh sát được giao nhiệm vụ đàn áp phe đối lập ở Ý. Trong cùng thời kỳ này, trong khi một phần của Cảnh sát Châu Phi Ý (chủ yếu vào cuối những năm 1930), họ đã tham gia vào tội ác tàn bạo tại Đông Phi, thuộc địa Ý trong thời Chiến tranh Ý-Ethiopia lần thứ hai. Trong Thế chiến II, lực lượng Carabinieri chiến đấu với chức năng là cảnh sát quân sự chống lại lực lượng Đồng minh, và chống lại đảng phái Nam Tư như một phần của lực lượng chiếm đóng của Ý ở Nam Tư.
Sau khi Mussolini được bầu chọn ra khỏi văn phòng vào ngày 25 tháng 7 năm 1943, theo lệnh của nhà vua, Mussolini đã bị lực lượng Carabinieri vây bắt khi ông rời khỏi nhà riêng là Villa Ada của nhà vua ở Roma, và sau đó bị giam cầm trên Campo Imperatore bởi lực lượng Carabinieri. Sau Hiệp định đình chiến giữa Ý và Đồng minh vào ngày 3 tháng 9 năm 1943 và đất nước tách ra thành Cộng hòa xã hội phát xít Ý ở phía bắc và Vương quốc Ý ở phía nam, Carabinieri được chia thành hai nhóm. Ở miền nam nước Ý, Bộ Tư lệnh Giải phóng Carabinieri được thành lập tại Bari, huy động các đơn vị mới cho cuộc chiến giải phóng Ý. Các đơn vị này được gắn liền với Quân đoàn Giải phóng Ý và sáu Nhóm Chiến đấu Ý của Quân đội Hợp tác Ý, chiến đấu với lực lượng Đồng minh. Ở miền bắc Italy, chế độ phát xít đã tổ chức Guardia Nazionale Repubblicana (gồm Carabinieri, cựu cảnh sát thuộc địa, Guardia di Finanza (nhánh thứ ba của lực lượng vũ trang Ý) và cảnh sát hải quan), để sử dụng nó làm cảnh sát quân sự và lực lượng chống du kích triển khai nhanh chóng.
Do vai trò của Carabinieri trong sự sụp đổ của Trùm phát xít Mussolini, và vì một trong số ít các đơn vị chiến đấu với sự chiếm đóng của Đức ở Roma là trung đoàn của Lữ đoàn cơ giới "Granatieri di Sardegna" và tiểu đoàn II của Carabinieri, người Đức không được xem là Carabinieri. Đối với sự nghiệp phát xít, đội quân đã giải giáp lực lượng và bắt đầu trục xuất 8,000 sĩ quan sang Đức để áp bức người lao động vào ngày 6 tháng 10 năm 1943. Cảnh sát thuộc địa Ý tiếp quản công việc của lực lượng.
Sau đó, một số lượng lớn Carabinieri đã tham gia phong trào kháng chiến của Ý để chống lại phát xít Đức và Ý. Tuy nhiên, khoảng 45,000 sĩ quan vẫn còn làm việc và tính đến tháng 3 năm 1944, nhóm này là lực lượng an ninh quốc gia duy nhất ở nước Ý.

### Ngày nay

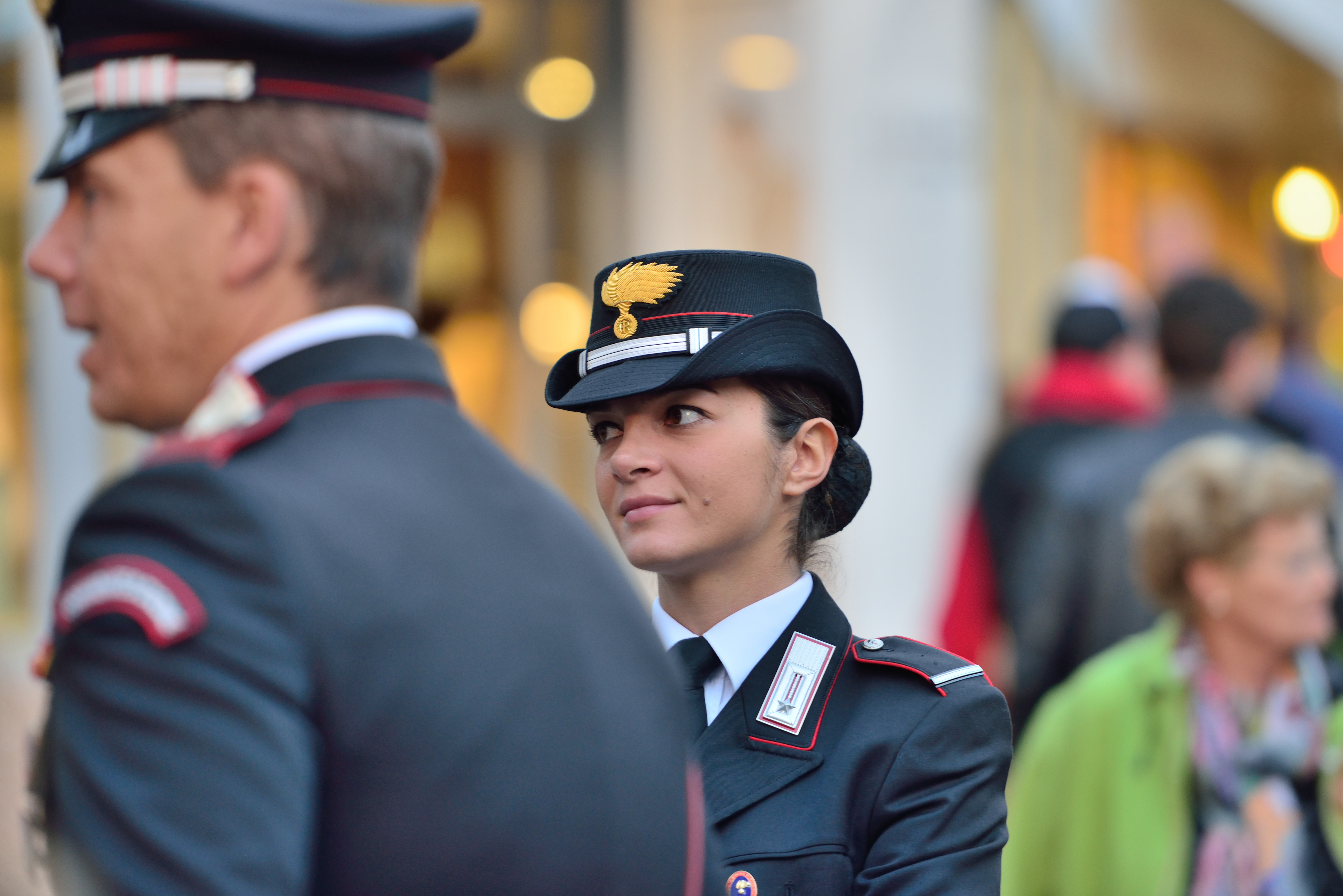
Một nữ vệ binh Carabinieri

Cho đến năm 2000, Carabinieri là một phần của Quân đội Ý. Vào ngày 31 tháng 3 năm 2000, lực lượng được tách ra để trở thành nhánh thứ tư của Lực lượng Vũ trang Ý. Tổ chức Cảnh sát Hình sự Quốc tế Interpol đã tóm tắt lực lượng Carabinieri (một phần của Bộ Quốc phòng) là có "toàn quốc cho các cuộc điều tra tội phạm. Carabinieri cũng đóng vai trò là cảnh sát quân sự cho các lực lượng vũ trang Ý và có thể được kêu gọi hành động bảo vệ quốc gia.
Tại Hội nghị G8 của Sea Island năm 2004, cảnh sát Carabinieri được giao nhiệm vụ thành lập một Trung tâm xuất sắc cho các đơn vị cảnh sát ổn định để dẫn đầu sự phát triển của các tiêu chuẩn đào tạo và giáo lý cho các đơn vị cảnh sát dân sự gắn liền với các nhiệm vụ gìn giữ hòa bình quốc tế.
Năm 2016, Lực lượng Cảnh Lâm Quốc gia (Corpo Forestale dello Stato) đã bị giải thể vào ngày 31 tháng 12, và các sĩ quan có nhiệm vụ về lâm nghiệp đã được quân sự hóa và tiếp thu bởi lực lượng Carabinieri.

## Đồng phục
Lực lượng cảnh sát Carabinieri được trang bị bộ đồng phục đặc biệt với màu đen với bím tóc bạc quanh cổ áo và cổ tay áo, đồng phục trang bị cả phiên bản mùa đông và mùa hè (chúng chỉ khác nhau về chất lượng vải): trang phục bao gồm một chiếc áo vest một hàng khuy với bốn nút bạc phía trên, được mặc trên áo sơ mi trắng có cà vạt đen. Các cạnh ve áo được cắt nét trong màu đỏ tươi và bằng bạc. Sư đoàn được gắn với rìa trắng, và bộ binh có màu xanh nhạt. Các sĩ quan, trung úy và các Nguyên soái lớn không đeo băng đỏ dọc bên hông quần.
Màu sắc được thông qua bởi đồng phục chỉ thay đổi trên màu đen vào cuối những năm 1990. Toàn bộ đồng phục Carabinieri khác nhau được trình bày ở đây (bằng tiếng Ý). Các đơn vị MP Carabinieri mặc một chiếc mũ nồi màu xanh hải quân tối.

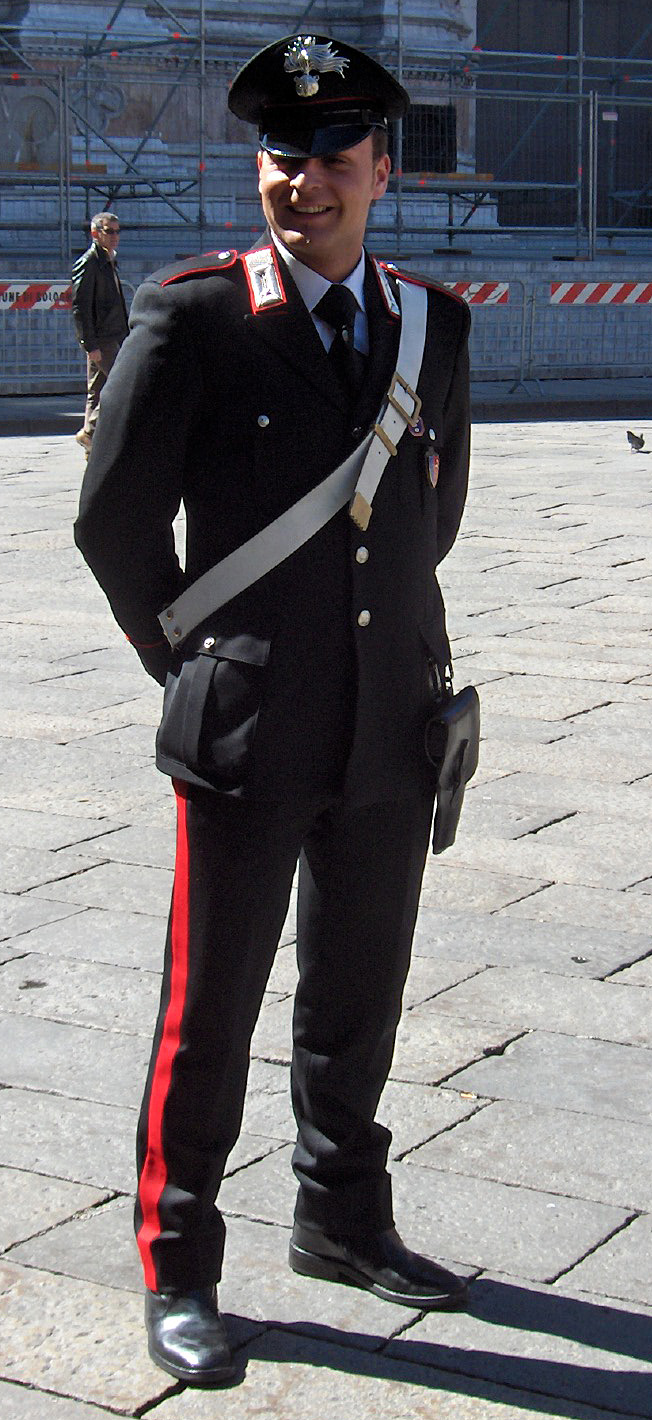
Một cảnh sát Carabiniere trong đồng phục hàng ngày
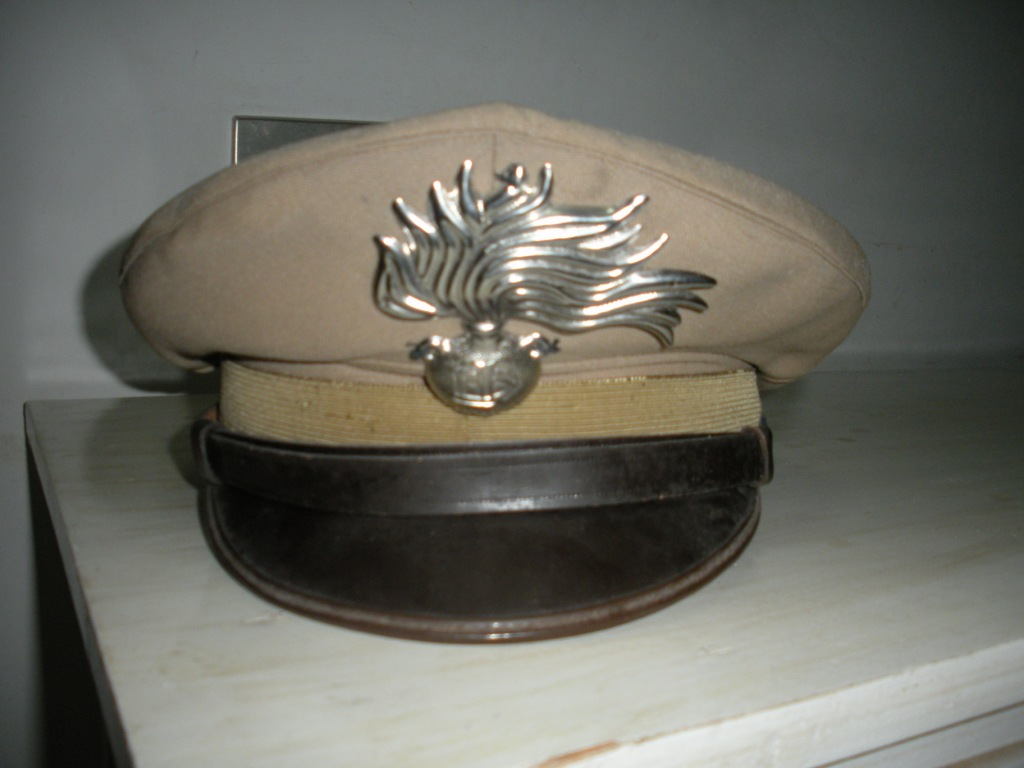
Chiếc mũ của Carabinieri trước năm 1987
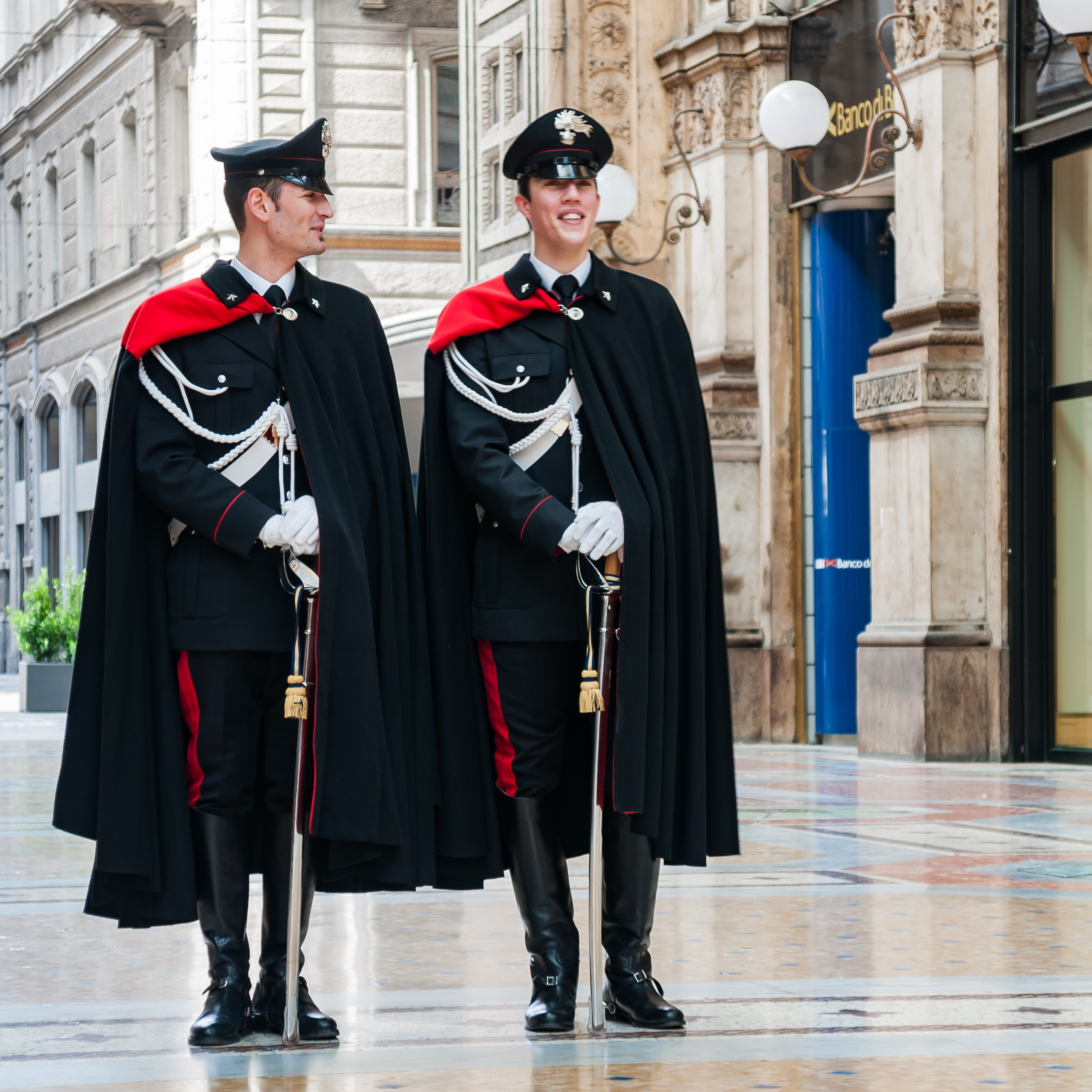
Carabinieri với áo choàng
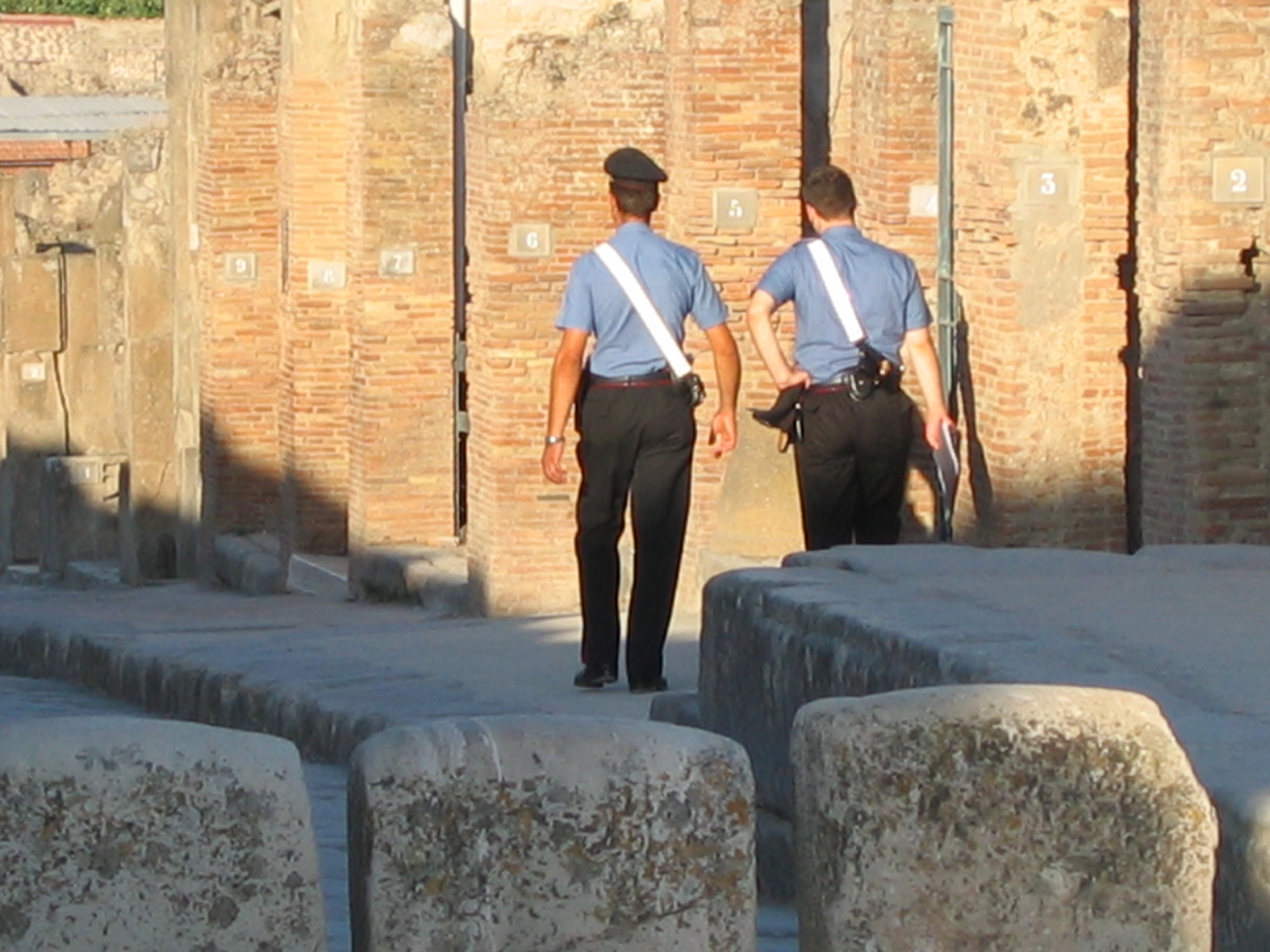
Đồng phục mùa hè
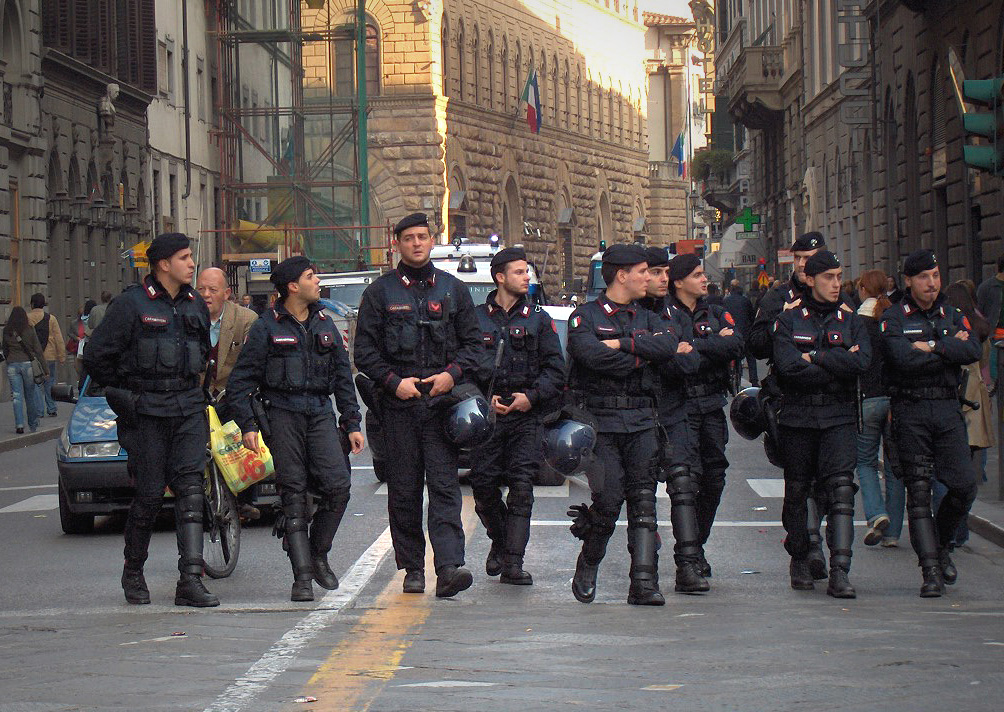
Carabinieri tại một cuộc biểu tình ở Firenze
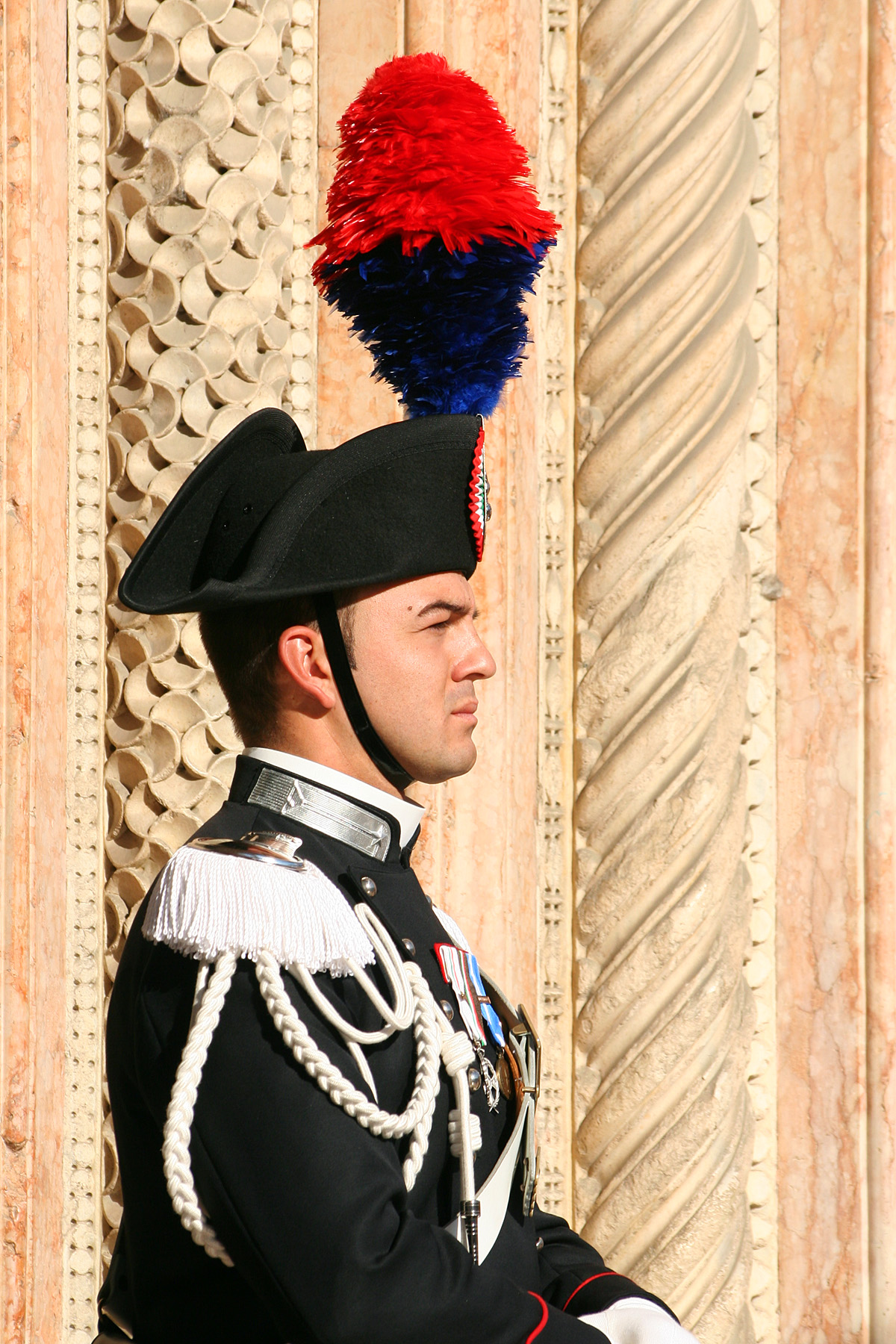
Đồng phục diễu hành

## Thiết bị
Vũ khí được cung cấp cho lực lượng Carabinieri thường được chia thành hai loại: vũ khí thông thường (cung cấp cho tất cả nhân viên) và vũ khí đặc biệt (chỉ cung cấp cho một số bộ phận chuyên ngành).
- Vũ khí thông thường bao gồm:[24]
  - Súng ngắn Beretta 92 FS (phiên bản SB hiện đã ngừng sản xuất);
  - Súng ngắn Beretta Px4 Storm trong thử nghiệm với một số đơn vị di động.[25]
  - Súng ngắn Beretta Px4 Storm Compact, để thay thế Cougar 8000.[26]
  - Súng ngắn Beretta Cougar 8000, chỉ cung cấp cho sĩ quan.
  - Súng tiểu liên Beretta PM12-S2, được sử dụng bởi tất cả các đơn vị trong các trường hợp cụ thể (đột nhập, trạm kiểm soát và trạm kiểm soát...), cũng được dùng để xử lý.
  - Súng tiểu liên Beretta PMX, được giới thiệu từ ngày 1 tháng 6 năm 2019 và dự định thay thế PM12.[27].
- Vũ khí đặc biệt bao gồm:[24]
  - Súng ngắn Glock 17, được cung cấp cùng với hệ thống GIS.
  - Dao găm "Suppressor GIS", được cung cấp cùng với GIS.

carbine M4, được cung cấp cho Tuscania và GIS.
- - Súng trường tấn công Beretta 70/90 (trong các phiên bản AR và SCP cho Trung đoàn 1 Carabinieri Paratroopers Tuscania, cho Trung đoàn 7 "Trentino-Alto Adige" và Trung đoàn Friuli Venezuela thứ 13), hiện không được sử dụng.

## Phương tiện
Cho đến gần đây, hoạt động của cảnh sát Ý (bao gồm cả Carabinieri) chỉ vận hành các phương tiện di chuyển do các Công ty Ý sản xuất, nhưng điều đó đã thay đổi khi đưa thương hiệu Land Rover Defender và Subaru vào hoạt động. Xe tuần tra Carabinieri bình thường có màu xanh đậm với mái xe màu trắng, có sọc đỏ dọc bên hông. Biển số xe Carabinieri bắt đầu bằng "CC" hoặc trước đó là "EI".
Những chiếc xe cỡ nhỏ hoặc trung bình được sử dụng cho công việc tuần tra thông thường, với những chiếc xe lớn hơn và mạnh hơn được sử dụng để ứng phó khẩn cấp, tuần tra đường cao tốc và các dịch vụ đặc biệt. Các phương tiện của cảnh sát quân sự Carabinieri và các đơn vị di động được sơn theo sơ đồ ngụy trang của NATO như được thực hiện với các phương tiện khác của Lực lượng Vũ trang Ý.

### Ô tô
- Alfa Romeo 159
- Alfa Romeo Giulia
- Subaru Forester
- Lancia Kappa
- Land Rover Freelander
- Land Rover Defender-90 hard top

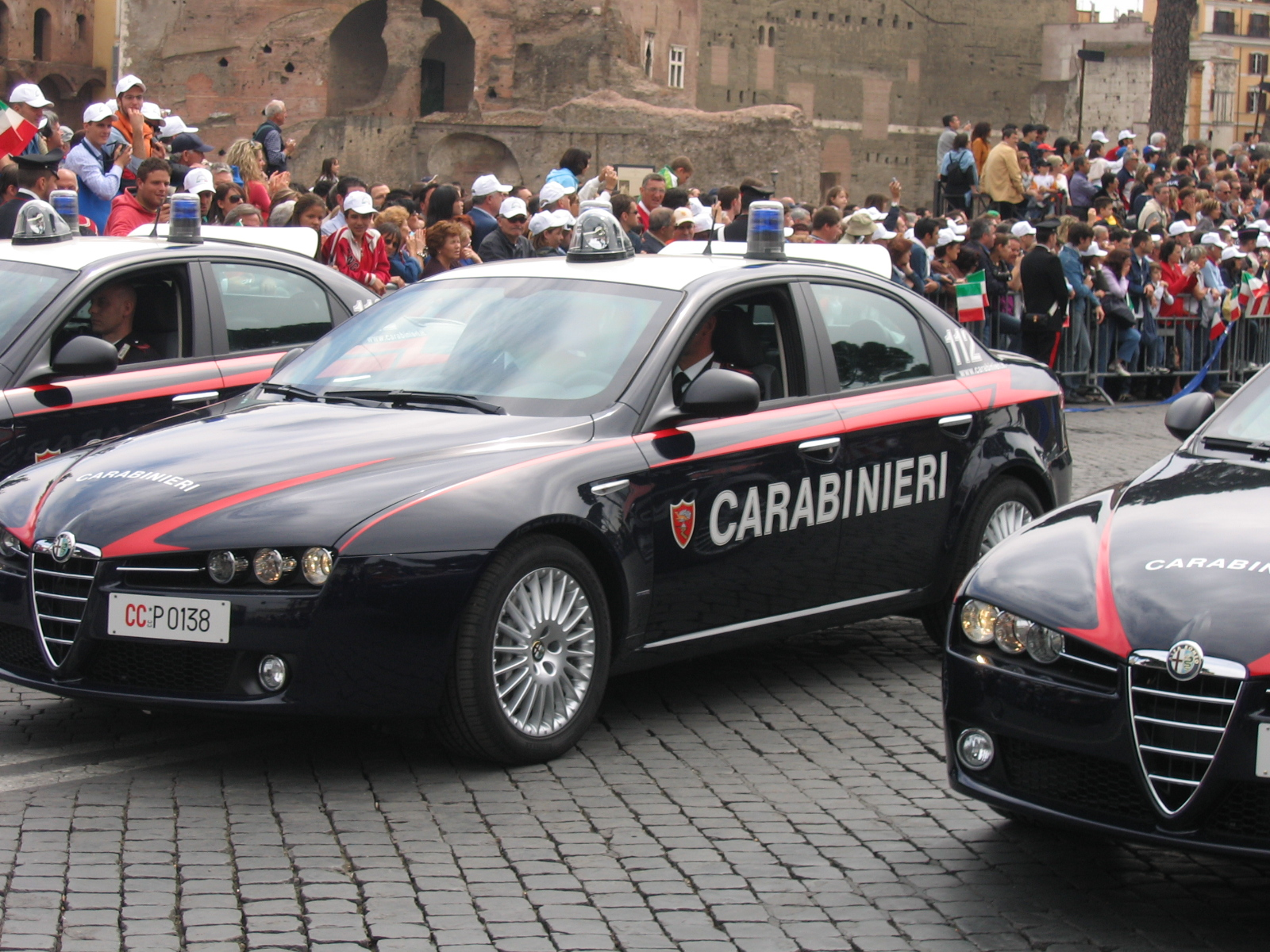
Carabinieri Alfa Romeo 159.

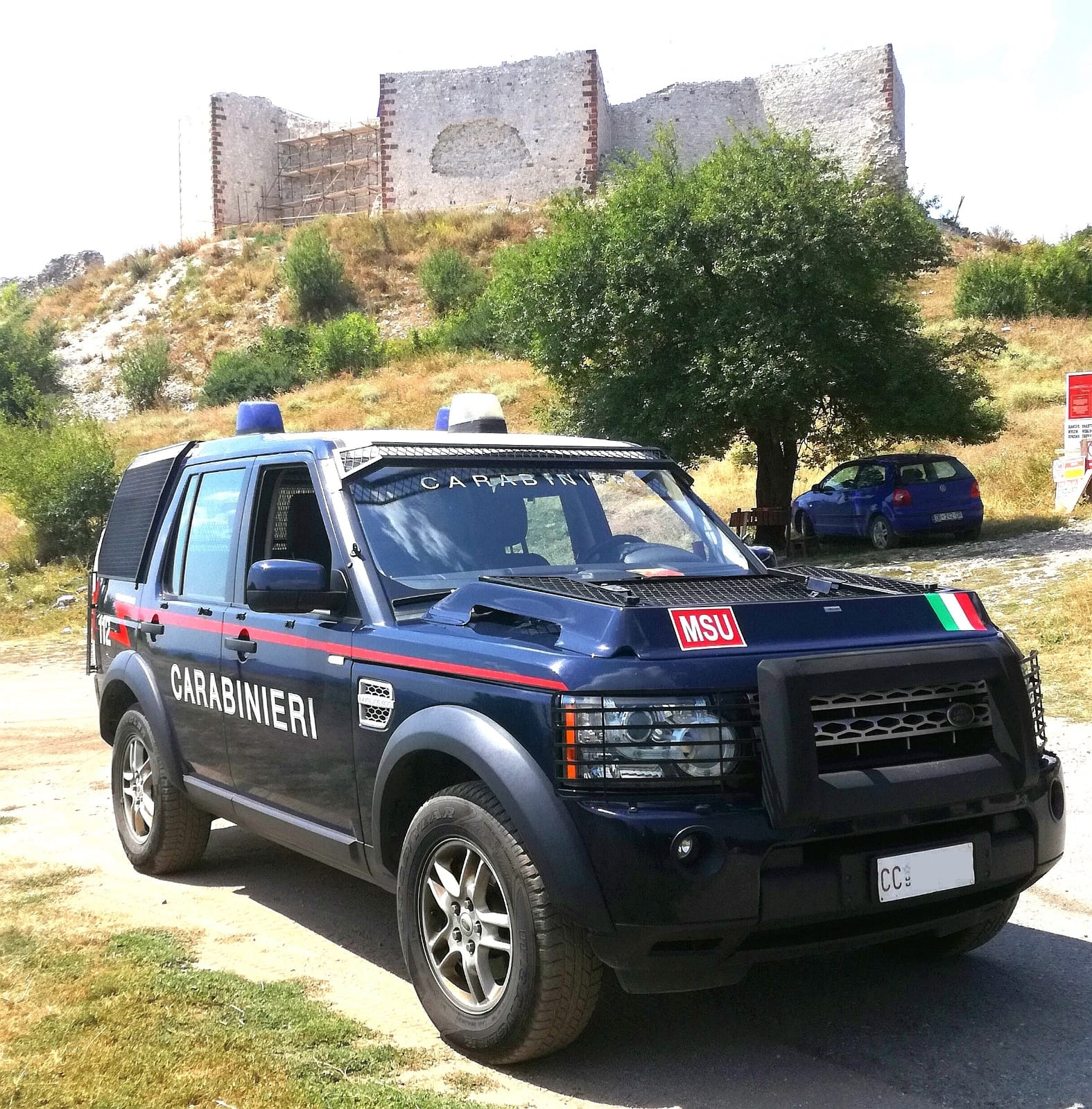
MSU Land Rover Discovery IV ở Kosovo.

- Land Rover Discovery II e III e IV
- Lotus Evora S
- Fiat Bravo
- Fiat Stilo 1.9 JTD
- Fiat Ducato
- Hummer H1
- Fiat Grande Punto
- Jeep Renegade
- Jeep Grand Cherokee
- Mitsubishi Pajero
- Mitsubishi i-MiEV
- Isuzu D-Max
- Nissan Terrano II
- Renault Clio
- Iveco Daily
- SEAT León
- Suzuki Jimny

### Xe máy

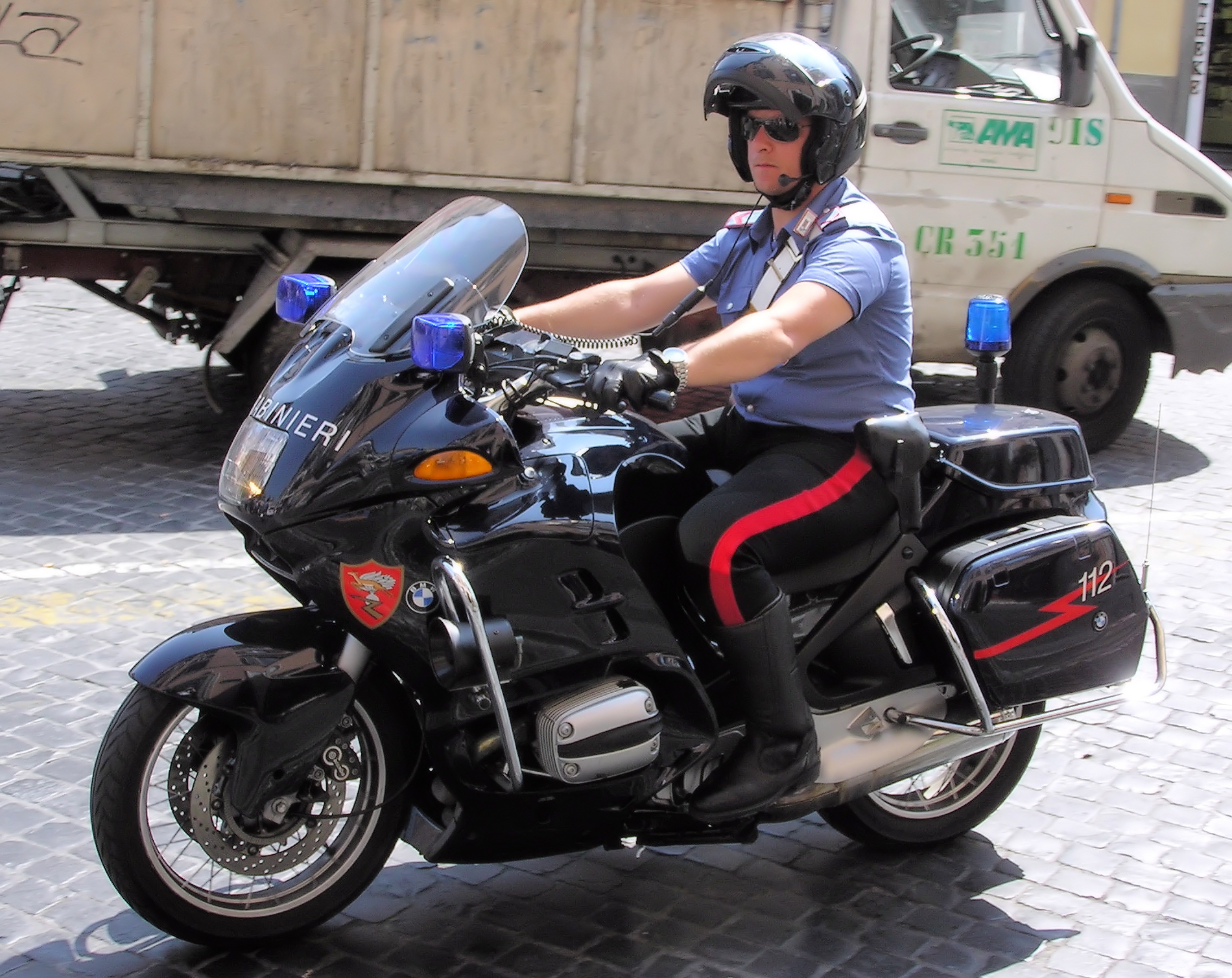
Carabinieri BMW R1100-RTP

- Moto Guzzi California Cruiser
- BMW F650GS
- BMW R1100-RTP
- BSA M20

### Phi cơ

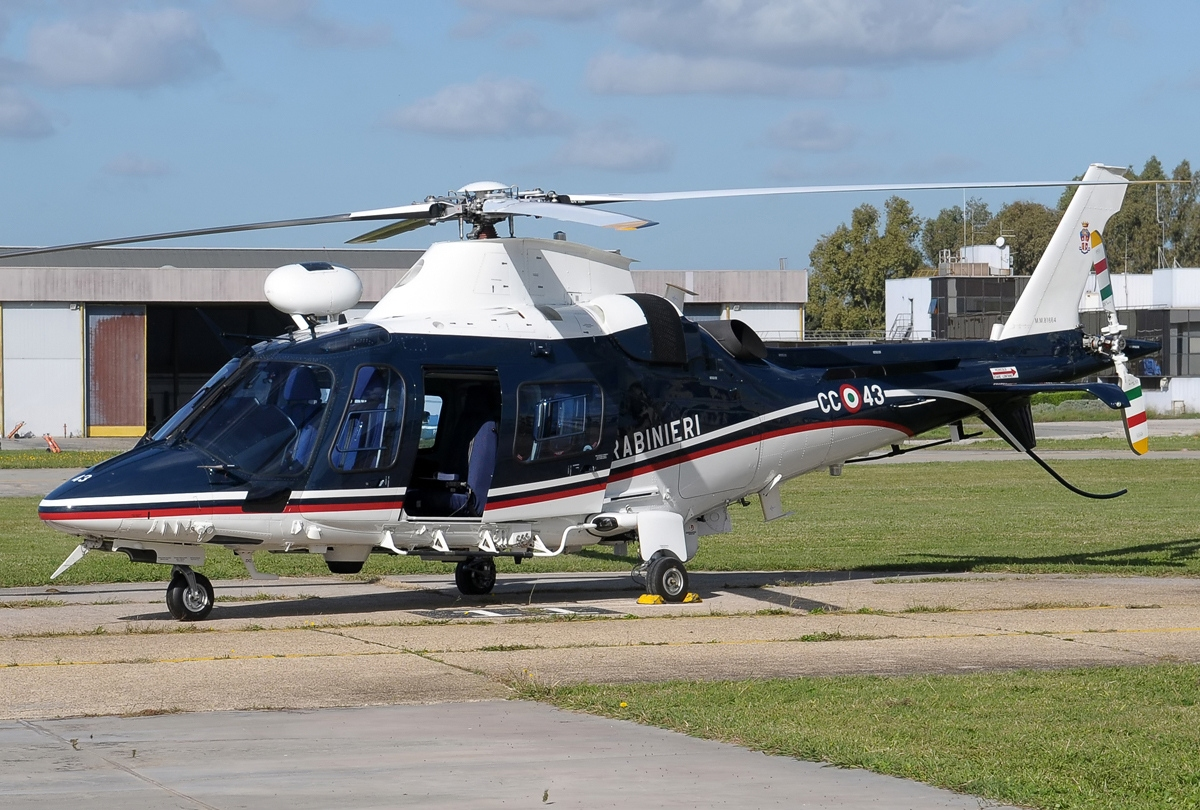
Carabinieri AgustaWestland AW109N

- Máy bay cánh cố định
  - Piaggio P.180 Avanti
- Máy bay trực thăng
  - AgustaWestland AW109
  - Agusta-Bell AB 412
  - AgustaWestland AW139 (2019)

### Xe chiến thuật
- Land Rover Defender 110 soft top

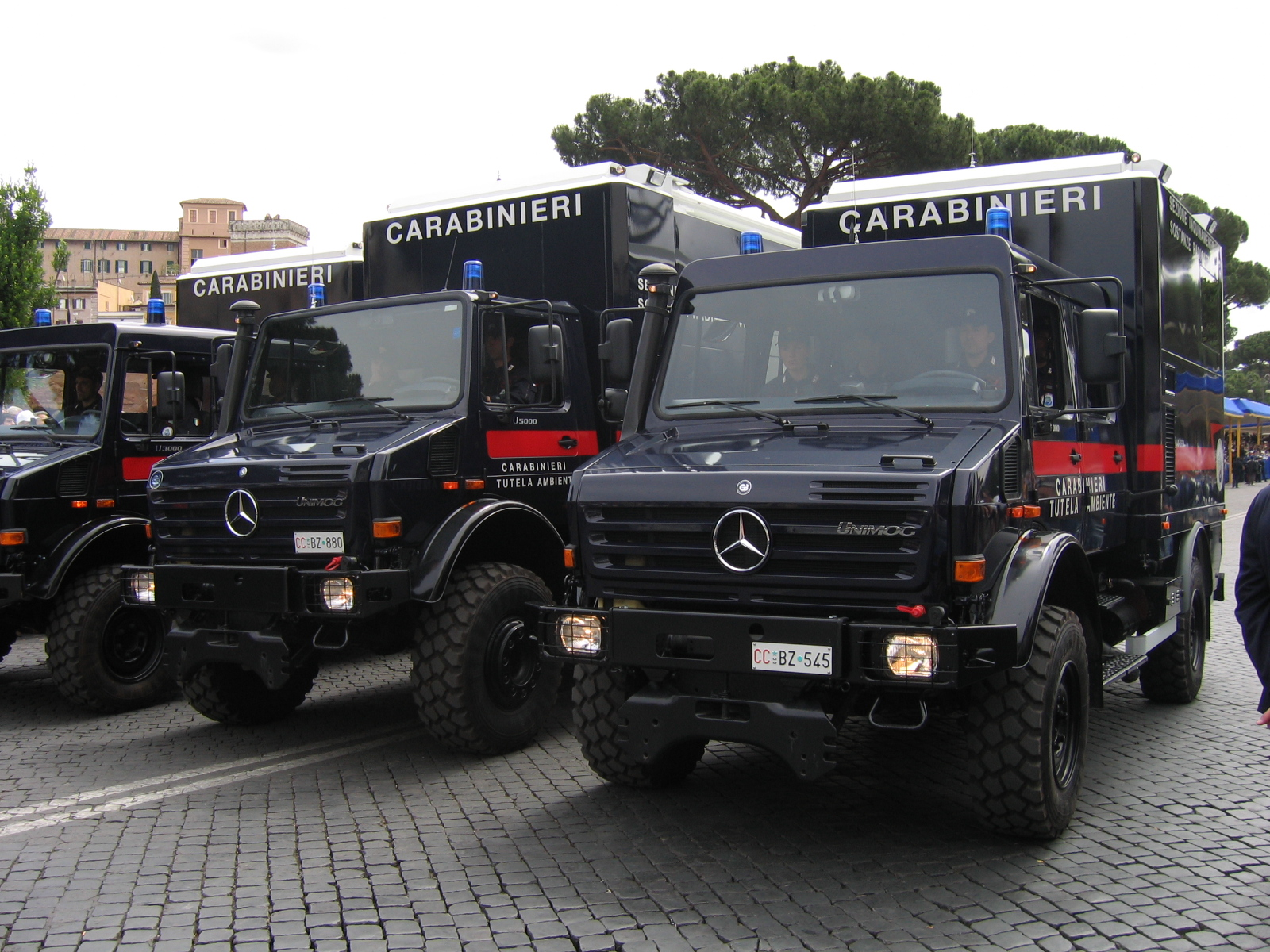
Carabinieri Mercedes Unimog 3000 - 5000 phòng thí nghiệm di động cho hoạt động CBRN (hóa học, sinh học, phóng xạ & hạt nhân)

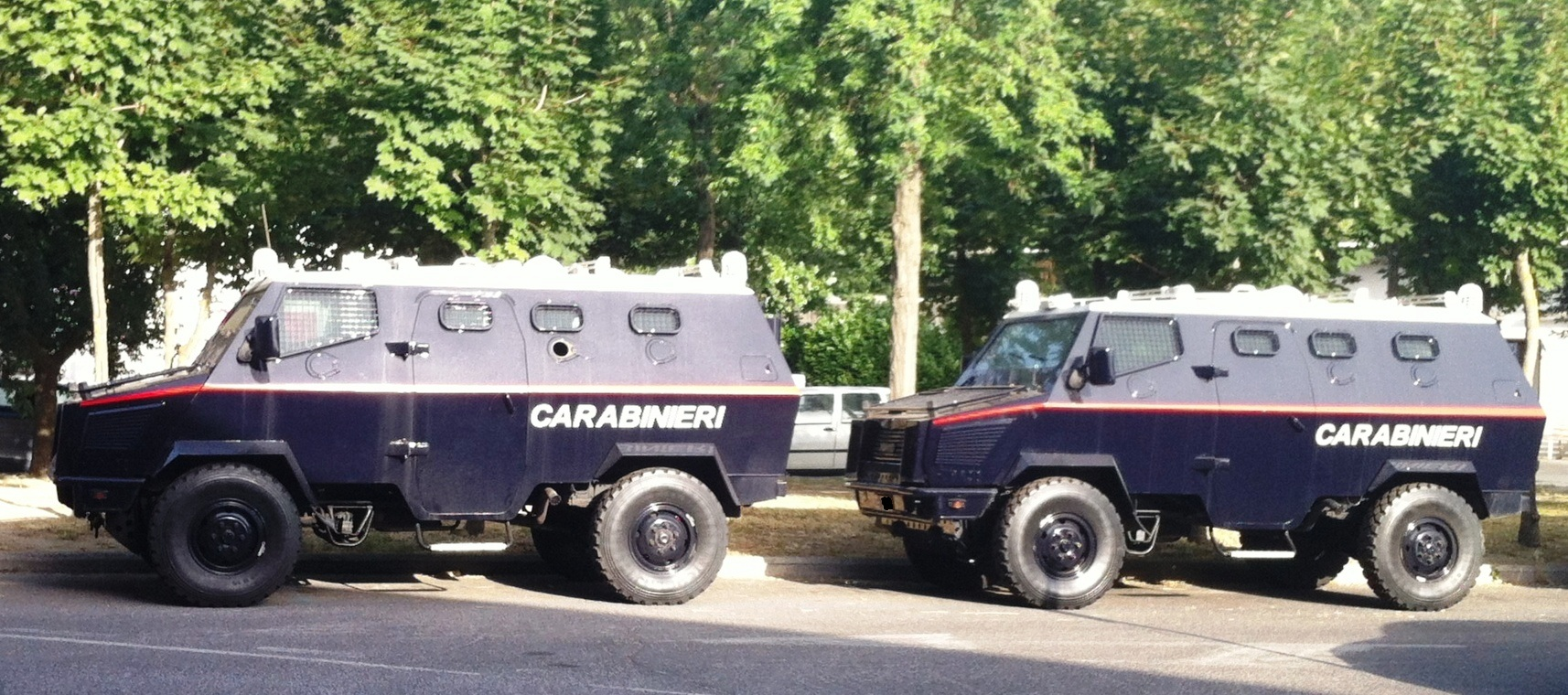
Carabinieri Iveco VM 90 P Được bảo vệ.

- Iveco Daily 4×4 40.10WM 4×4 off-road light armored military truck
- Unimog
- RG-12
- Iveco VM 90T Torpedo
- Iveco VM 90P Protected
- Iveco LMV
- Puma 4×4
- Puma 6×6
- VCC1
- M113
- M3
- Hummer H1

### Tàu thuyền

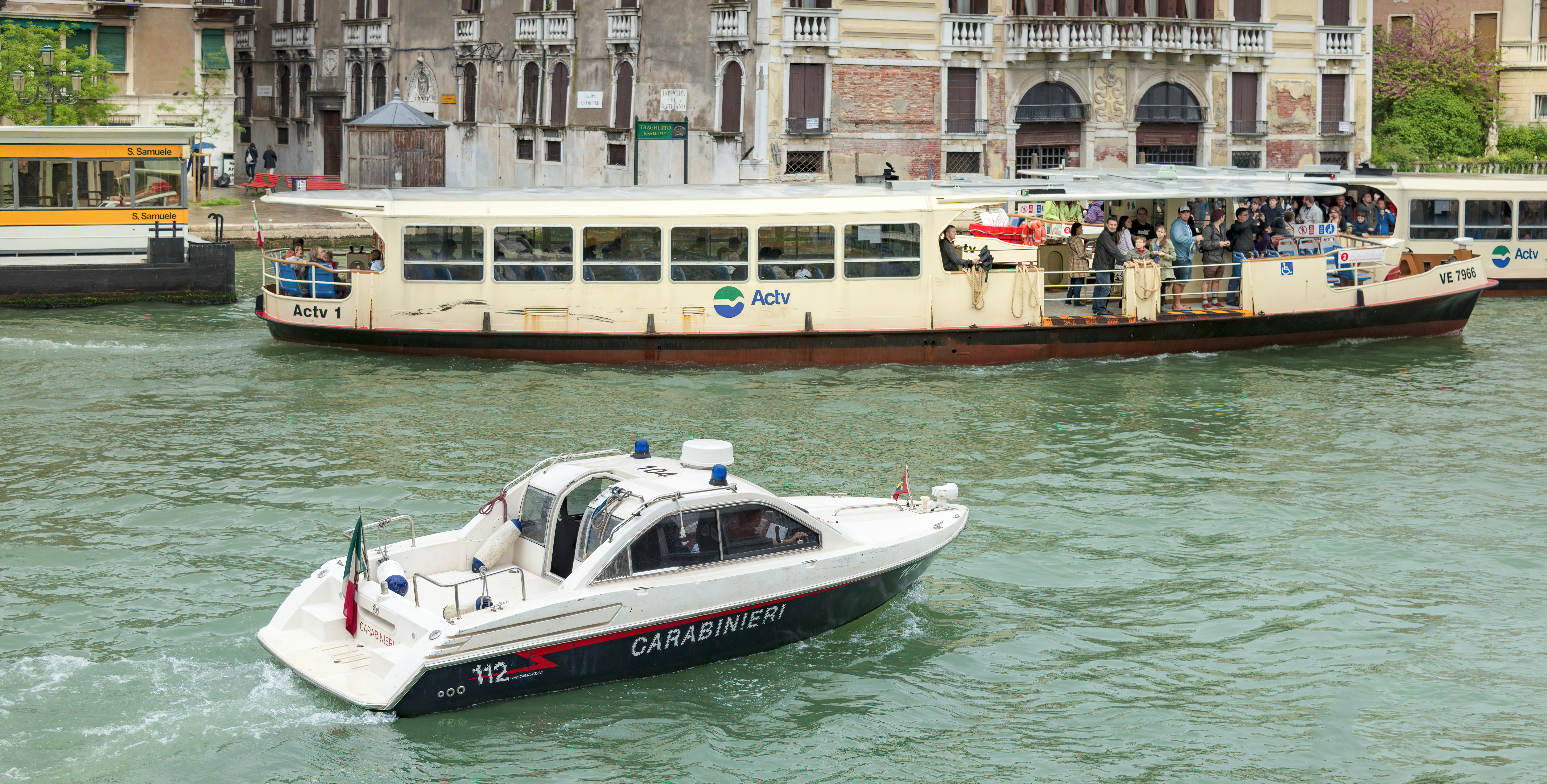
Một chiếc tàu của Carabinieri trên con kênh của Venezia.

- Tàu tuần tra xa bờ
  - Motovedetta classe 800
  - Motovedetta classe N700
  - Motovedetta classe 600
- Tàu tuần tra ven biển
  - Motovedetta classe 200
  - Motovedetta classe 100
- Thuyền máy
  - Motovedetta classe 300
  - Motovedetta classe N100
  - Motovedetta classe T120
  - Motovedette classe S
  - Battello pneumatico Stinger

### Xe đặc biệt

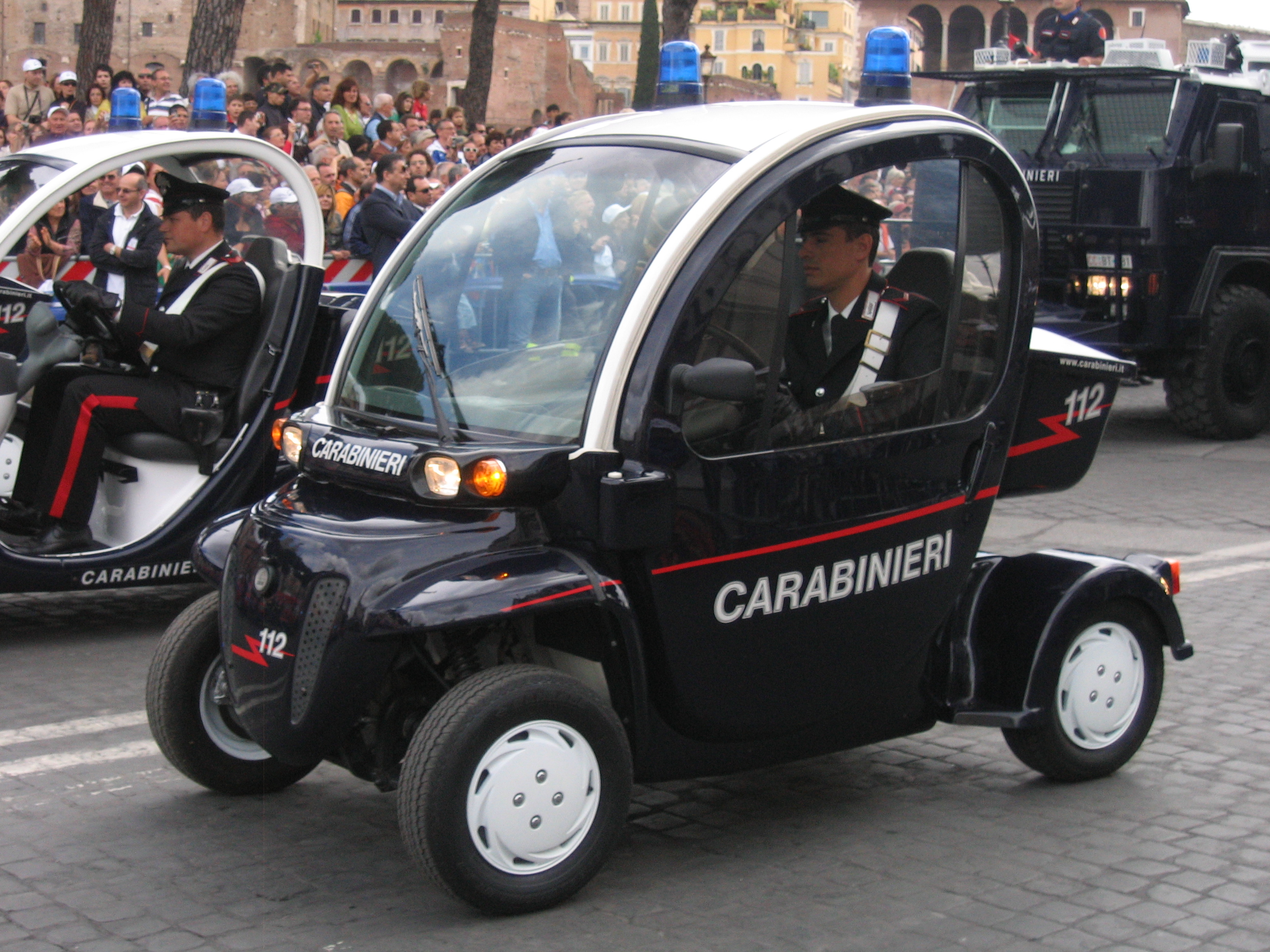
Một chiếc Carabinieri GEM e2 của Ý (được gọi là Ovetti - "những quả trứng nhỏ") trong dịch vụ của Carabinieri. Được sử dụng để tuần tra khu vực đô thị.

- GEMCAR
- Xe trượt tuyết Polaris